# Voo Varig 797
O voo Varig 797 foi uma rota feita por um Boeing 707 entre Abidjan, na Costa do Marfim e o Rio de Janeiro. Quando voltava para Abidjan, na tentativa de fazer um pouso de emergência, perdeu sustentação e caiu na aproximação final, alguns quilômetros antes da pista.

## Aeronave
O avião envolvido no acidente era um Boeing 707-379C, de prefixo PP-VJK e equipado com quatro motores Pratt & Witney JT3D-3B, em operação desde o ano de 1968. Seria o último voo feito por aquela aeronave na Varig. Os danos irreparáveis impediram a sua recuperação e ela nunca mais voou.

## Acidente
O avião decolou do aeroporto Port Bouet na madrugada de 3 de janeiro de 1987 e cerca de 20 minutos depois, a cerca de 200 km de Abidjan, soou o alarme de fogo no motor nº 1. Um dia antes, o mesmo alarme havia soado e a equipe de mecânicos da Air Afrique (companhia que fazia manutenção para a Varig) havia constatado que se tratava de um alarme falso. Mesmo assim, o comandante, Júlio César Carneiro Corrêa, decide retornar a Abidjan. O engenheiro de voo, Eugênio Cardoso, nota que a temperatura do combustível no motor está muito alta e, em seguida, o comandante o desliga por precaução.
O engenheiro de voo constata que há um vazamento de combustível, mas a tripulação não toca no assunto por minutos. Logo depois, um comissário de bordo entra na cabine e diz que um passageiro viu fogo em um dos motores. Minutos depois, o avião já sobrevoa Abidjan. A torre do aeroporto oferece a pista 03 para pousar o 707, mas o comandante decide pousar na pista 21, que, apesar de exigir uma manobra maior para o pouso, possui instrumentos de aproximação. Ele decidiu voar sem flaps e sem baixar os trens de pouso, provavelmente devido à diferença de potência entre os dois lados causada pelo desligamento do motor nº 1. Com os flaps recolhidos, o avião precisa permanecer em maior velocidade para que não haja estol.
O alarme de estol soa na cabine, devido ao fato do avião fazer uma curva para a esquerda para que possa pousar na cabeceira 21 do aeroporto. A aeronave inclina rapidamente para a esquerda e, após se curvar mais de 90 graus, voando a cerca de 400 km/h, cai e explode numa área de mata fechada, cerca de 18 km a nordeste de Abidjan.
Apenas um passageiro sobreviveu ao acidente, o professor Neuba Yessoh, da Universidade da Costa do Marfim, que escapou com queimaduras em menos de 20% do corpo. Segundo o professor, muitas outras pessoas sobreviveram ao impacto, mas teriam morrido carbonizadas no local. Ele conseguiu arrastar outro passageiro para longe dos destroços, o cidadão britânico Ahmad Wansa. Este, gravemente ferido, conseguiu sobreviver, mas acabou morrendo 3 dias depois a bordo de um avião quando se dirigia a Paris para tratamento. Yessoh morreu em 4 de março de 2015 aos 72 anos vítima de um ataque cardíaco.

## Ligação externa
- «"Jetliner Crashes in W. Africa; 49 Killed, 2 Survive" - Los Angeles Times» (em inglês)